# Lạc Việt
Lạc Việt (chữ Hán: 雒越 hoặc 駱越) là một bộ tộc trong nhóm bộ tộc Bách Việt ở khu vực Bắc Bộ Việt Nam.

## Cổ sử và truyền thuyết
Theo truyền thuyết của Việt Nam, tổ của người Lạc Việt bắt nguồn từ vùng Động Đình Hồ, nay thuộc tỉnh Hồ Nam, Trung Quốc, và địa bàn sinh sống lan rộng xuống tận vùng Bắc Trung Bộ của Việt Nam ngày nay. (Xem Hồng Bàng). Sử sách của Việt Nam cũng chỉ trích dẫn từ các truyền thuyết này. Nguồn cổ sử duy nhất có nói đến Lạc Việt là một số rất ít các sách cổ của Trung Quốc, và các sách này cũng chỉ ghi lại rất ít thông tin (Có thể phần lớn các sách sử ghi lại đã bị tiêu huỷ theo chính sách đồng hoá trong chiến tranh).
Tài liệu cổ nhất viết về Lạc Việt là Giao Châu Ngoại Vực Ký (thế kỷ 4), được sách Thủy kinh chú (thế kỷ 6) dẫn lại như sau:
"Thời xưa khi Giao Chỉ chưa có quận huyện, thì đất đai có Lạc Điền, ruộng ấy là ruộng (cầy cấy) theo con nước thủy triều. Dân khai khẩn ruộng ấy mà ăn nên gọi là Lạc Dân. Có Lạc Vương, Lạc Hầu làm chủ các quận huyện. Ở huyện phần đông có Lạc Tướng. Lạc Tướng có ấn bằng đồng, (đeo) giải (vải màu) xanh. Về sau con vua Thục đem ba vạn lính đánh Lạc Vương Lạc Hầu, thu phục các Lạc Tướng. Con vua Thục nhân đó xưng là An Dương Vương"
Sử ký Tư Mã Thiên, Nam Việt Úy Đà liệt truyện, có nói về chuyện Triệu Đà thôn tính vùng đất phía Tây, trong đó có nước Âu Lạc, tuy không chỉ rõ vị trí địa lý cũng như dân cư của nước Âu Lạc này. Trích Nam Việt Liệt Truyện: 
" Ở phía Đông đất Mân Việt chỉ vẻn vẹn nghìn người, cũng xưng hiệu là “vương”; ở phía Tây, nước Âu Lạc là nước trần truồng, cũng xưng là “vương”. "
"Thương Ngô vương Triệu Quang, cùng họ với Việt vương, nghe tin quân Hán đến, cùng Huyện lệnh Kiệt Dương nước Việt tên là Định, xin nội thuộc Hán; quan Giám ở Quế Lâm nước Việt là Cư Ông hiểu dụ Âu Lạc nội phụ nhà Hán, hai người đều được phong hầu."